# 小寺就信
小寺 就信（こでら なりのぶ）は、江戸時代前期の武士。毛利氏の家臣で長州藩士。曽祖父は小寺元武、祖父は小寺元賢。父は小寺元茂。

## 生涯
毛利氏家臣・小寺元茂の子として生まれる。
慶長17年（1612年）1月11日、毛利秀就の加冠状を受けて元服し、「就」の偏諱を与えられて「就信」と名乗る。
就信の没年は不明だが早世したため、内藤就正の三男で元茂の養子となった小寺就茂が元茂の後継となった。